# Никлаус Мануэль
Никлаус Мануэль, также часто встречается Никлаус Мануэль Дойч (Дейч, Дёйч) (нем. Niklaus Manuel Deutsch; 1484[…], Берн — 28 апреля 1530[…], Берн) — швейцарский живописец, график, поэт, памфлетист, ландскнехт и чиновник.
В его стиле живописца и резчика по дереву чувствуется влияние Ренессанса и Альбрехта Дюрера. Наряду с Гольбейном он считается самым значимым представителем Ренессанса в Швейцарии. Он создавал эскизы для ювелиров, алтари, портреты и другие полотна. Его насыщенные цветами полотна изображают в основном мифологические и библейские сцены.

## Биография
Родился в Берне в 1484 году в богатой бюргерской семье.
После женитьбы на Катарине Фришинг (1509) он взял в качестве родового имени фамилию её отца, Эммануила Аллеманна, аптекаря из Кьери, Пьемонт, и сохранил немецкий перевод своего имени только в монограмме: кинжал под инициалами N.M.D.
С 1512 он является депутатом Большого совета.
1513—1520 работает в Берне как живописец.
Одновременно, в 1516—1522 участвует в итальянских походах как ландскнехт, не оставляя занятий живописью. В 1522 присоединяется к армии Альбрехта фон Штайна. После ранения руки при осаде Новары и участия в проигранной битве при Ла Бикок он окончательно возвращается в Швейцарию.
В 1523, став наместником в Эрлахе, он бросается в политические, дипломатические и конфессиональные распри и постепенно оставляет свои занятия живописью.
В 1528 он входит в Малый совет Берна.
1528—1530 гг. Последние годы жизни посвятил преимущественно политической деятельности и обязанностям выборного члена городского совета Берна.

## Творчество
Обучался живописи по стеклу, затем — приемам живописи и графики.
Из-за отсутствия документов, предшествующих его брачному контракту, нам ничего не известно о его художественном образовании, но, вероятно, его обучение носило самый общий характер. Около 1508 он создает первые известные нам произведения: несколько рисунков и живопись на стекле на военные сюжеты в манере Урса Графа (Базель, Художественный музей).
По возвращении в Берн он начинает активную творческую деятельность, пишет ряд своих наиболее значимых произведений: «Святую Анну с Мадонной и младенцем» (1513-14), «Пирам и Фисба» (1513-14), «Триптих святой Анны» (святая Анна с Мадонной и младенцем (на обороте Рождество Марии)) (1515), «Триптих святых Луки и Эгилия» (1515), «Призвание апостола Петра» (1516—1518), «Отсечение главы Иоанна Крестителя» (1517), «Суд Париса» (1517-18), «Демоны, терзающие святого Антония» (1520), «Автопортрет» (на пергаменте) (1520). Произведения, созданные в 1513—1520, открывают самый плодотворный этап его короткой художественной карьеры. Изобретательный и чуткий поэт, он страдал от недостаточности своего образования и никогда не был по-настоящему независимым. Тем не менее постепенно он отходит от использования разных приемов и начинает работать в единой стилистике.
Одно из ранних произведений мастера—алтарь бернского братства святых Луки и Элигия (1515, Берн, Художественный музей). На внешних створках изображены патроны этого братства художников за работой: Лука пишет Мадонну, а Элигий занят чеканкой. Дойч выступает здесь опытным бытописателем: в подробностях он воспроизводит атмосферу, в которой работали современные ему мастера—живописцы и ремесленники. Художник строит свои композиции по ренессансному образцу: по законам перспективы он пишет интерьер, полный любопытных деталей, и располагает в нем в естественной позе человеческую фигуру. На заднем плане в открытом окне виден великолепный пейзаж, полный безмятежной поэзии. Но подобные настроения вообще редки в творчестве Дойча. Их скоро сменяют бурный драматизм и экспрессивная жесткость формы. Это связано с влиянием Бальдунга Грина, немецкого мастера, покорившего умы всех швейцарских художников этого времени.
Свои работы 1516—1520 гг. Никлаус исполнил в манере, близкой экспрессивной готике Ханса Фриса («Св. Лука, рисующий Мадонну», на обороте — «Рождество Марии», 1515, Берн, Художественный музей). Композиция, цвет, передача пространства напоминают манеру Ханса Фриза, но вместо традиционного резного декора Мануэль вводит итальянские мотивы (амуры, крылатые головы, гирлянды), становясь в некотором роде новатором.
Бесспорным шедевром художника является картина «Отсечение главы Иоанна Крестителя» (1517, Базель, музей). Картина не имеет ни дидактического, ни морализирующего смысла. Это скорее свидетельство драматического восприятия художником действительности, так как сцена трактована как современное художнику событие (об этом свидетельствуют и детали пейзажа, и, в большей степени, одежды персонажей — костюм ландскнехта на палаче и костюмы знатных немецких дам на Иродиаде и Саломее). Особой экспрессии художник добивается в изображении вечернего неба с пробивающимися сквозь тучи лучами и радугой. Световые блики как бы выхватывают из темноты детали архитектуры и пейзажа, фигуры действующих лиц. От этого сцена наполняется еще большим драматизмом и загадочностью. С трепетом зритель вглядывается в персонажей, уносящих носилки с телом Иоанна, ужас охватывает при виде фигуры палача с головой казненного в руках. Диссонансом, призванным подчеркнуть трагизм композиции, звучат фигуры двух роскошно одетых дам, стоящих рядом. Все это написано с огромным мастерством, достойным большого художника. Стихийная ночная атмосфера, пронизанная кровавыми вспышками, соответствует драматичному напряжению сцены. Мануэль достигает здесь духовности Дюрера или Грюневальда.
Как и у Ханса Лея, пейзаж имеет огромное значение в творчестве Мануэля: сочетание реализма и фантазии в картине «Пирам и Фисба» (1513-14, Базель, Художественный музей) опоэтизировано свежестью темперы. Его пейзажи передают скорее атмосферу, чем топографию местности. Пространство, детали и даже персонажи в неловких позах нюансированы светотенью, одновременно нежной и дикой. Впрочем, неловкость художника в изображении перспективы придает его произведениям характер гобеленов, особенно поразительный в картине «Суд Париса» (1517, Базель, Художественный музей), где на декоративном плоском фоне, созданном темной листвой, выделяются светлые и цветные фигуры первого плана.
Важное место в творчестве Мануэля занимают рисунки, вдохновленные Дюрером и Бальдунгом Грином, особенно рисунки на религиозные и ренессансные темы, фигуры простых людей и солдат, пейзажи, наброски с натуры, исполненные с большой свободой и юмором, иногда напоминающие непринужденную каллиграфию Урса Графа. Из его ксилографий сохранилась только серия иллюстраций к притче «Девы разумные и неразумные» (ок. 1518, Базель, музей).
В 1523 Мануэль оставляет живопись, ликвидирует мастерскую и полностью отдается поэзии, получив известность как пылкий защитник и страстный пропагандист Реформации. Будучи ярым сторонником Реформации, он пишет в 1520-х гг. несколько пьес с резкой критикой Римской церкви. («Папа и его духовенство», карнавальная мораль, сыгранная в 1522; «О противоположности между папой и Христом»; сатира «Рихард Малис — торговец индульгенциями»).
Скорее всего, именно протестантское иконоборчество повлияло на его решение оставить живопись и стало причиной его тоски, что видно в «Жалобе бедных идолов, выдворенных из церквей и часовен и сожженных» — произведении, выражающем одно из многочисленных противоречий той эпохи насилия и поэзии, раздираемой между нравственным и эстетическим наследием готики и Ренессансом, болезненного перехода от одного времени к другому, героически воплощенного Хансом Лёем, Урсом Графом, Хансом Бальдунгом «Грином», Матиасом Грюневальдом и Никлаусом Мануэлем Дойчем.

## Галерея

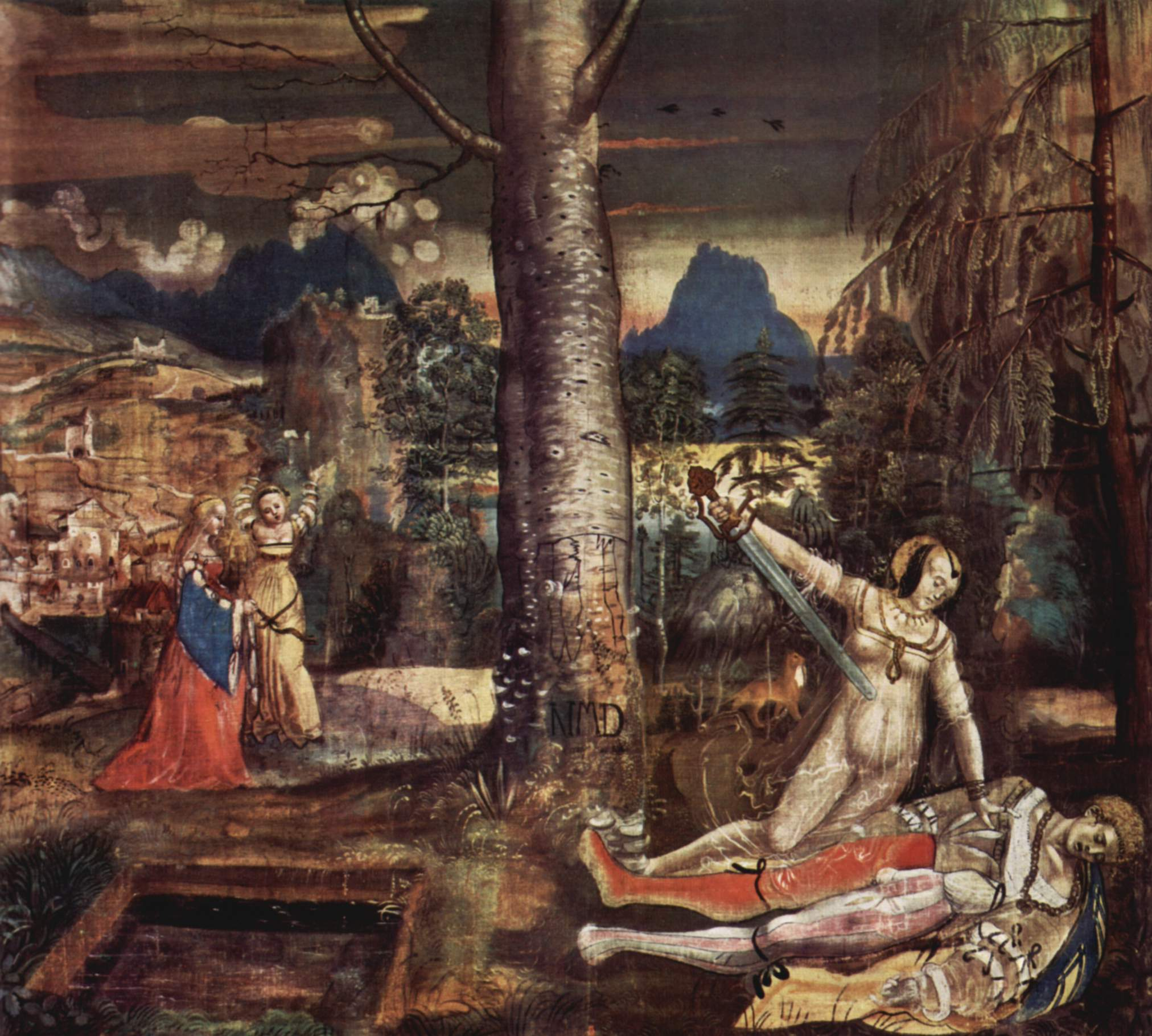
«Пирам и Фисба» (1513-1514) Художественный музей Базеля
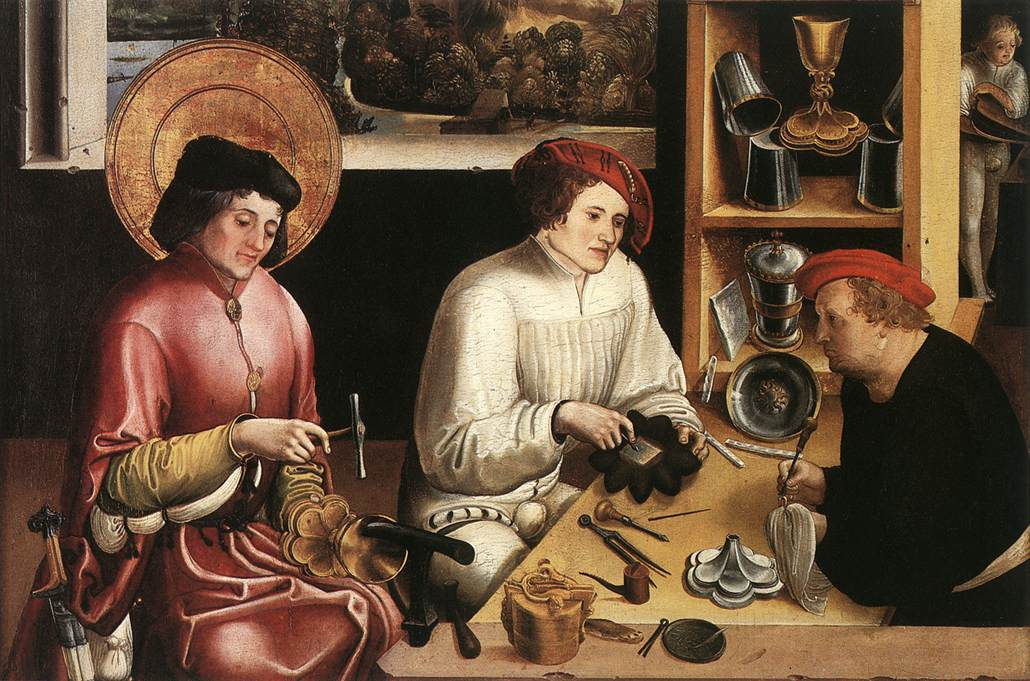
«Святой Эгилий за работой» (часть Триптиха святых Луки и Эгилия), 1515, Художественный музей Берна,
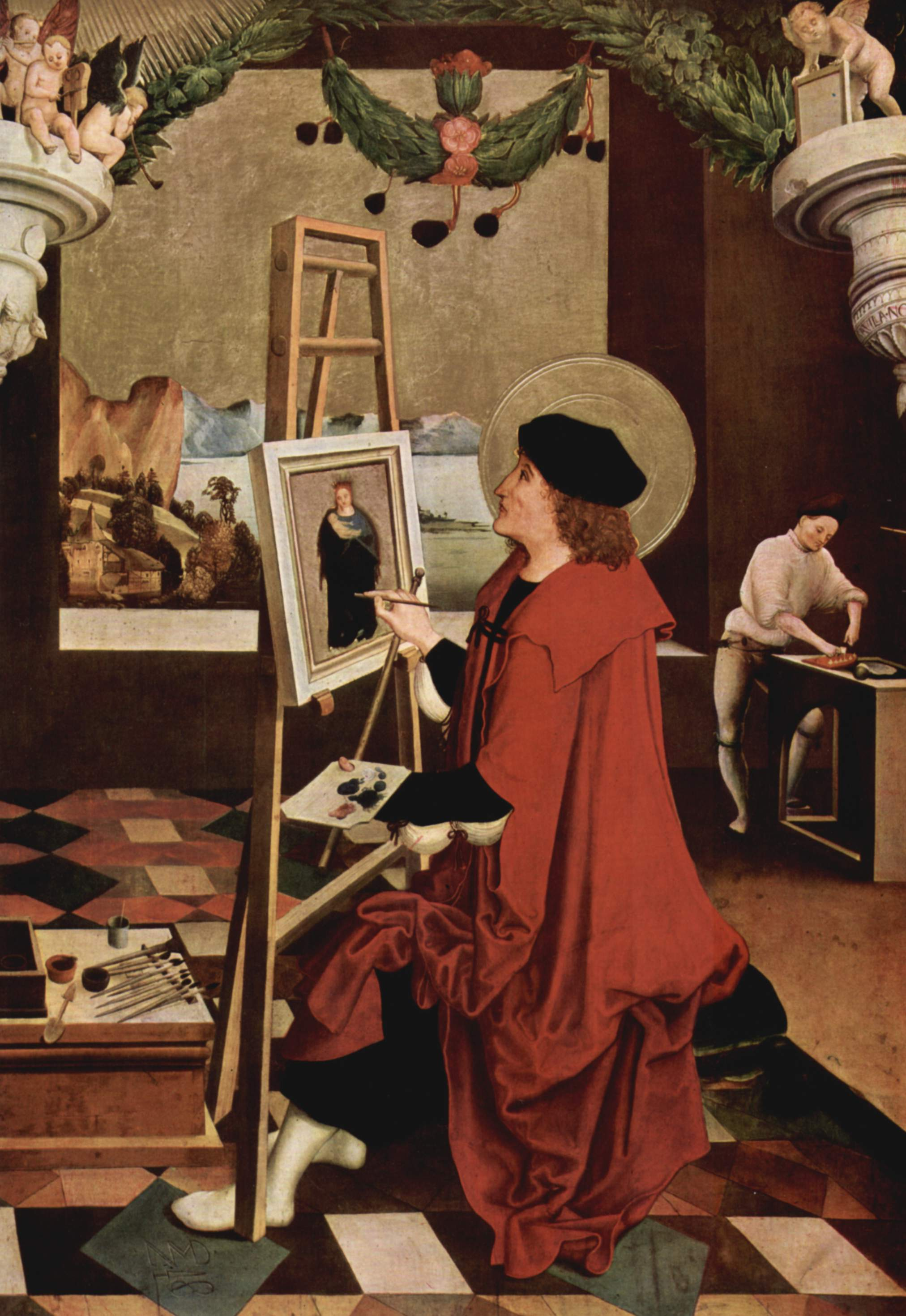
«Святой Лука, пишущий Мадонну» (часть Триптиха святых Луки и Эгилия), 1515, Художественный музей Берна, инв. № 324.
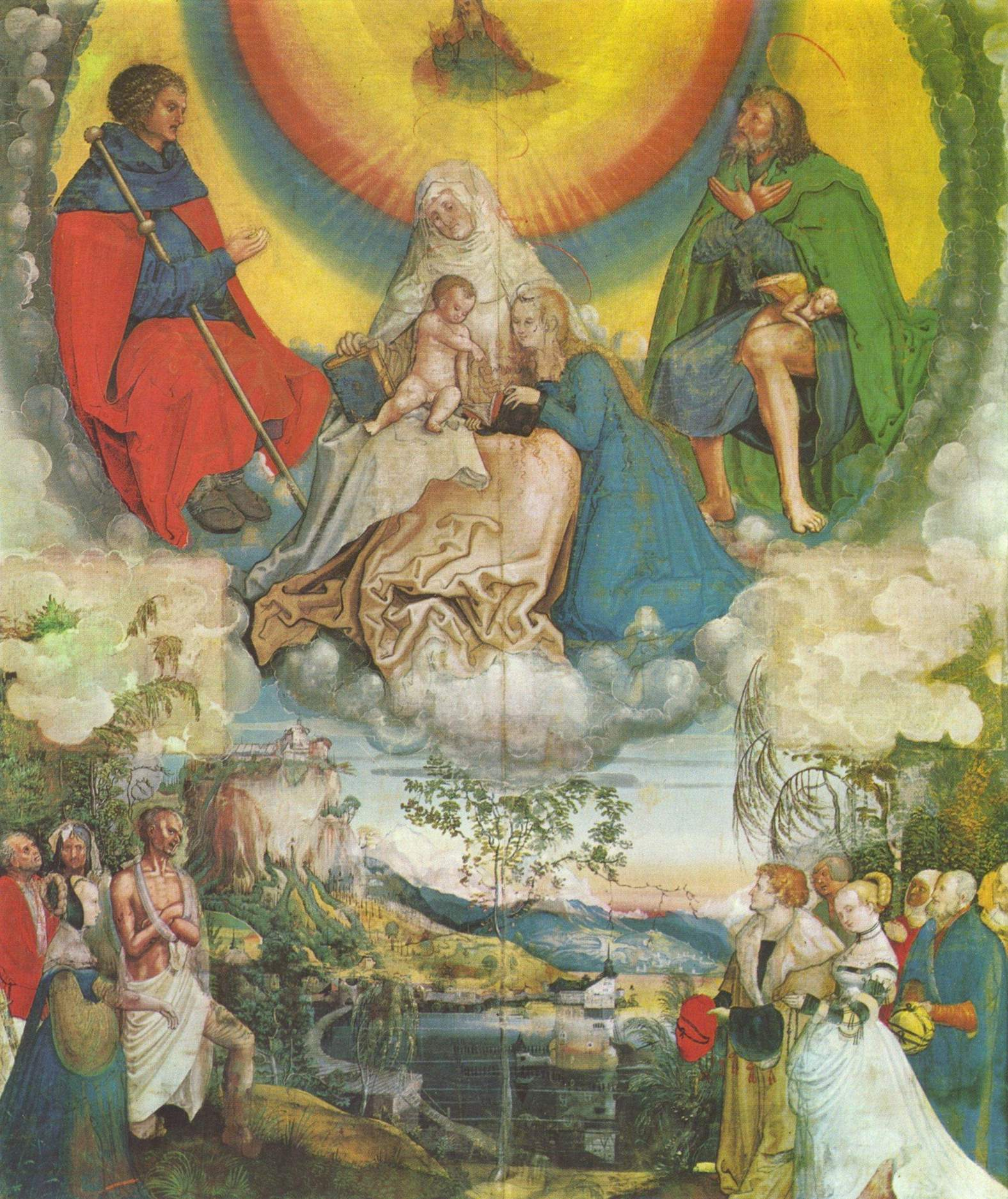
«Святая Анна с Мадонно и младенцем» (часть Триптиха святой Анны), 1515, Художественный музей Берна.
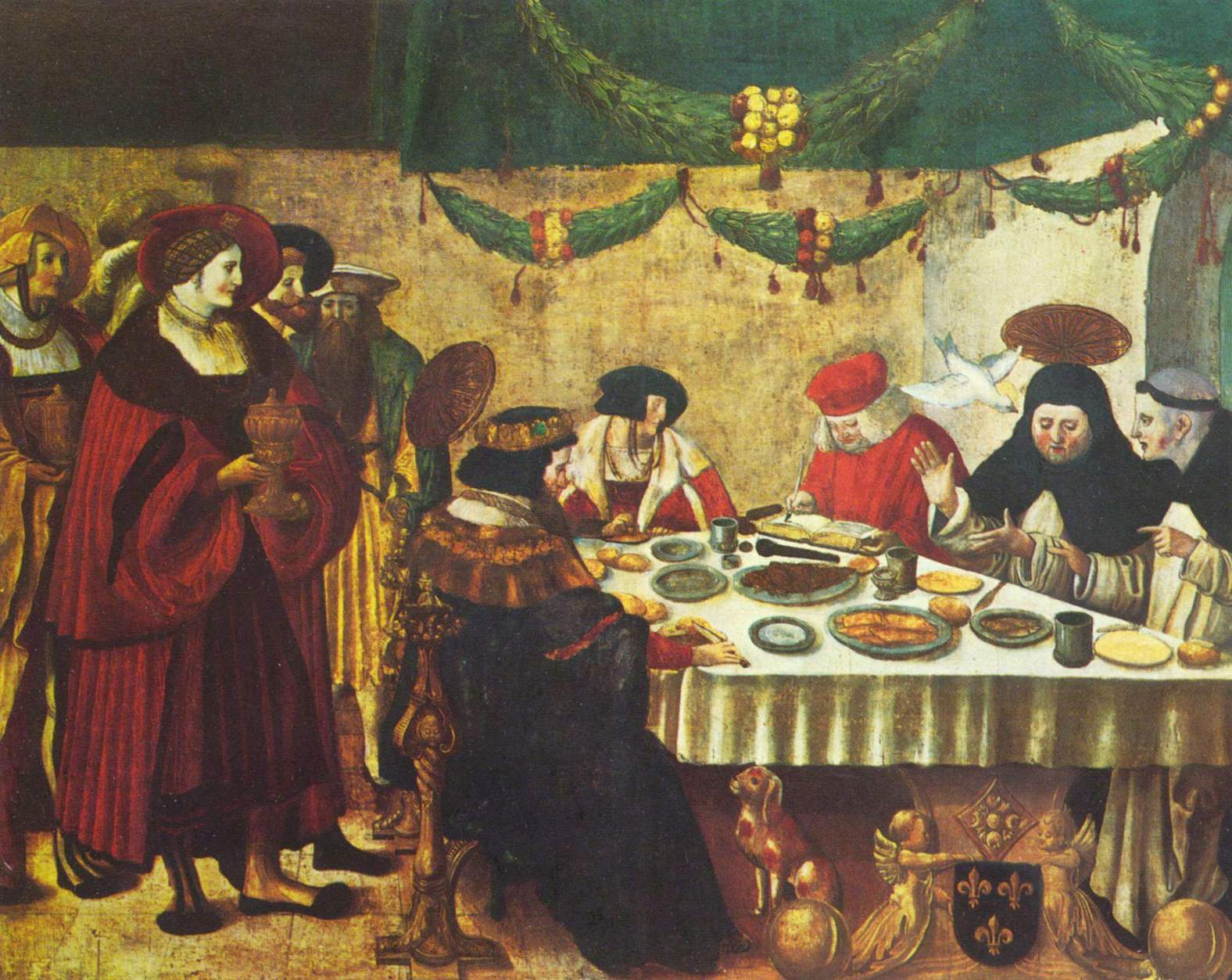
«Фома Аквинский и Людовик Святой» (ок. 1515?)
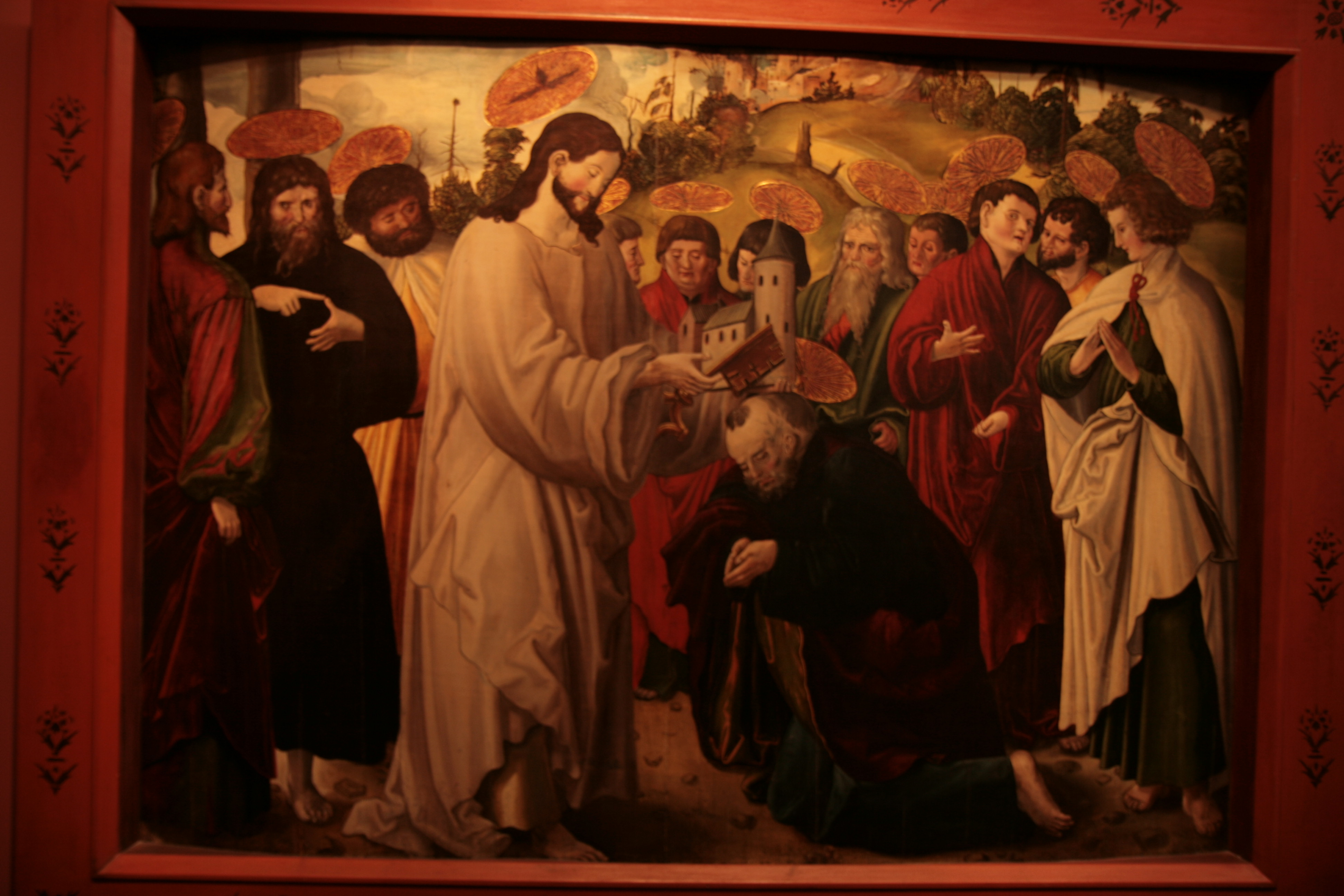
«Призвание апостола Петра» (1516-1518) Художественный музей Цюриха
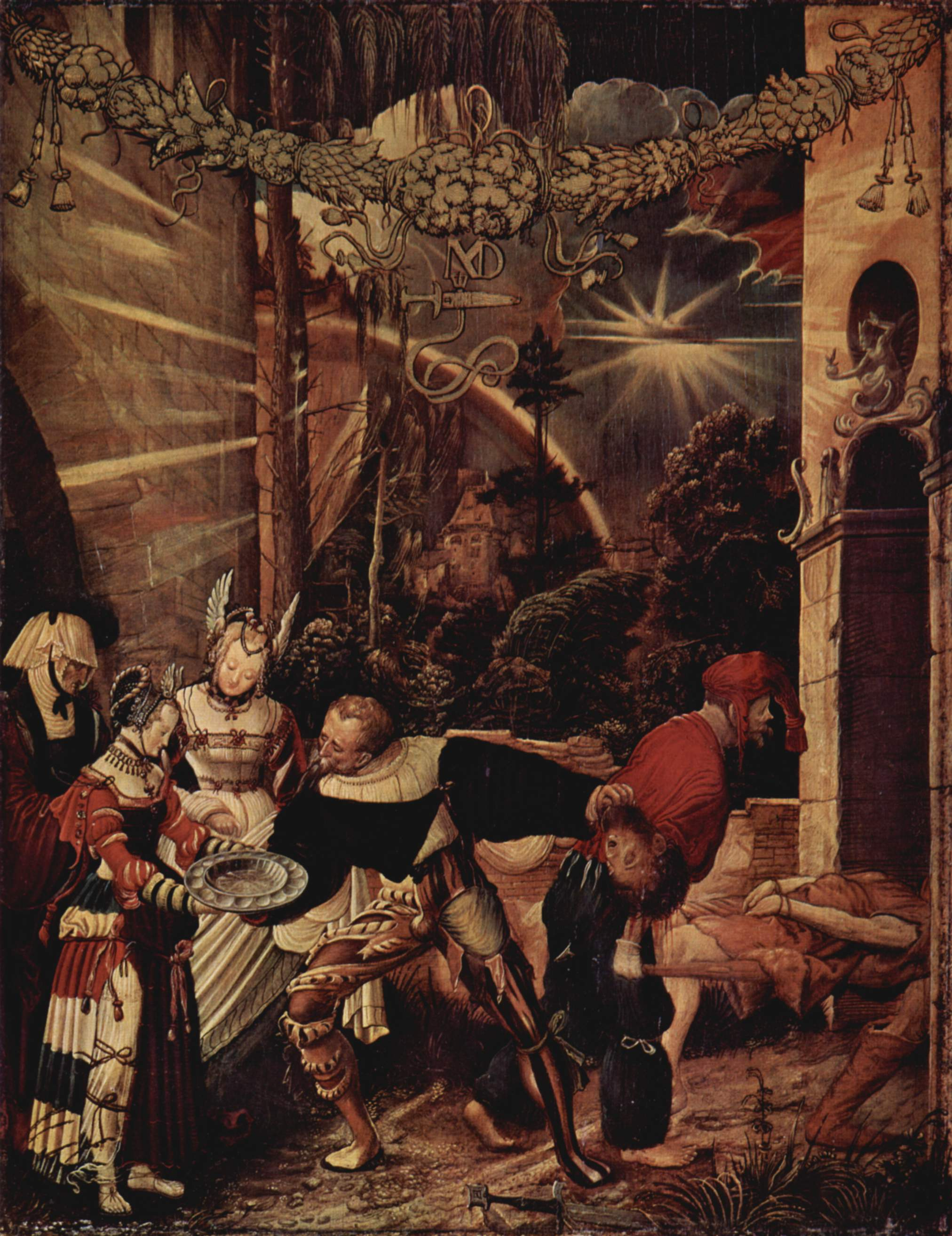
«Отсечение головы Иоанна Предтечи», 1517, Художественный музей, Базель
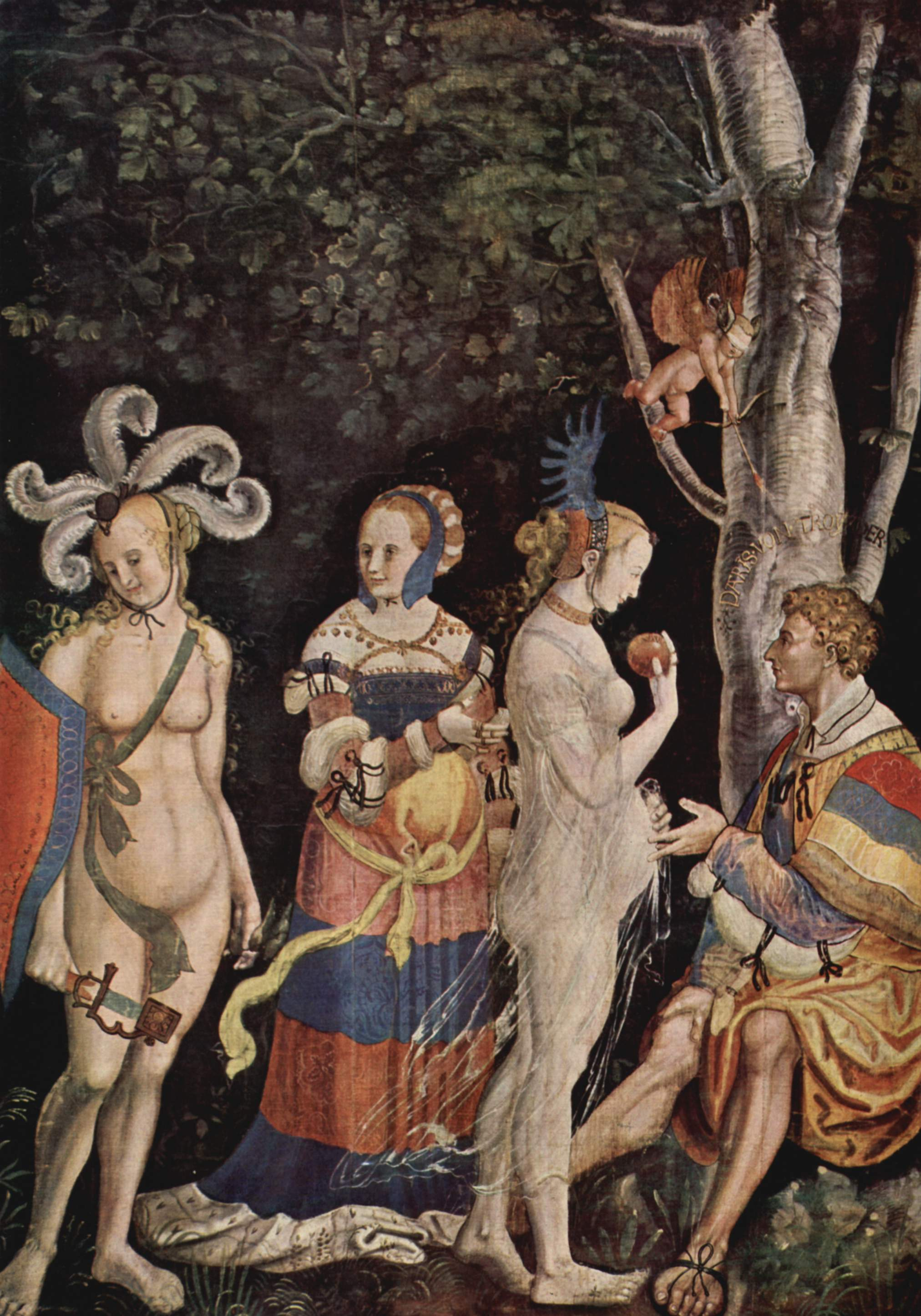
«Суд Париса», 1517, Художественный музей, Базель
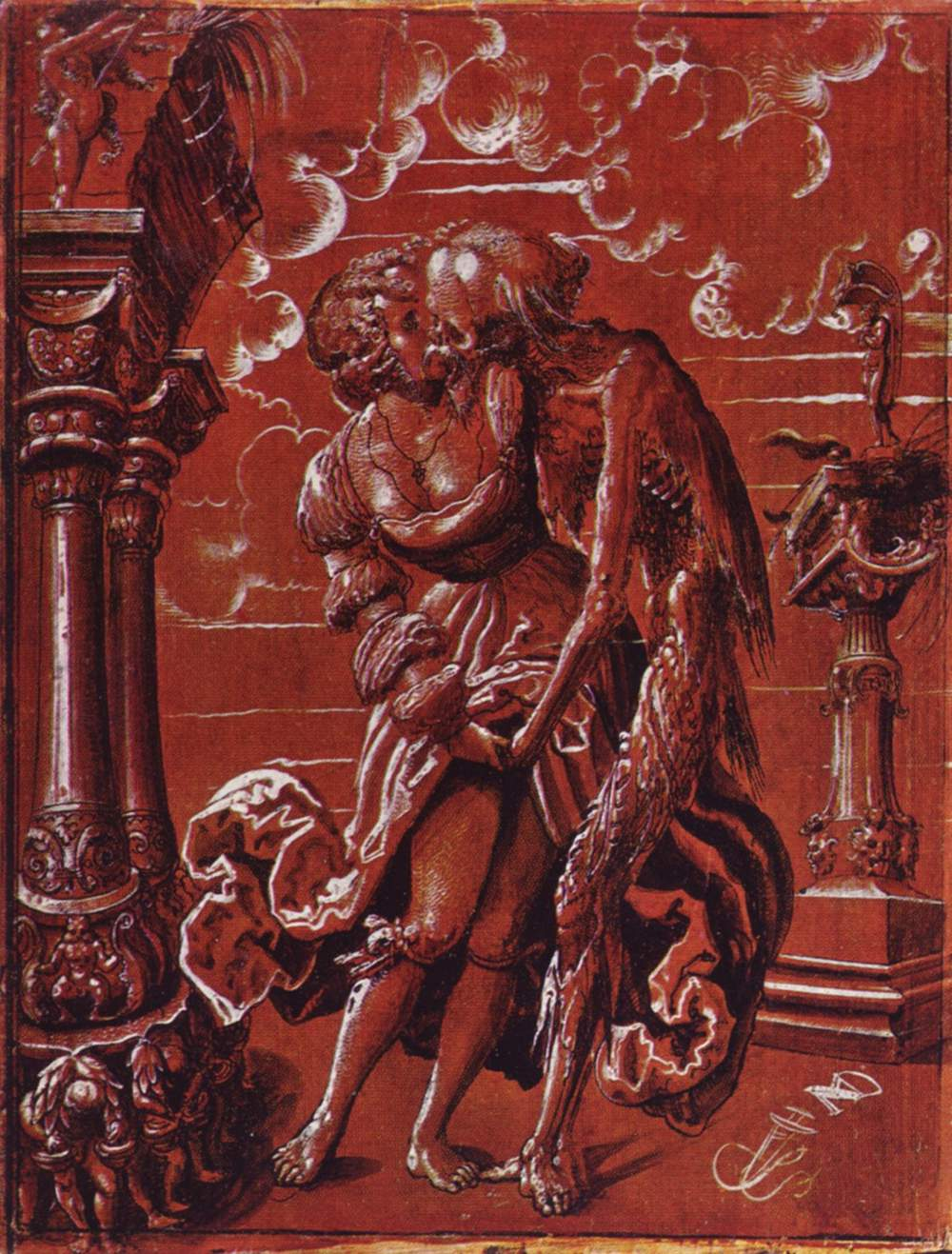
«Поцелуй смерти», (1517)
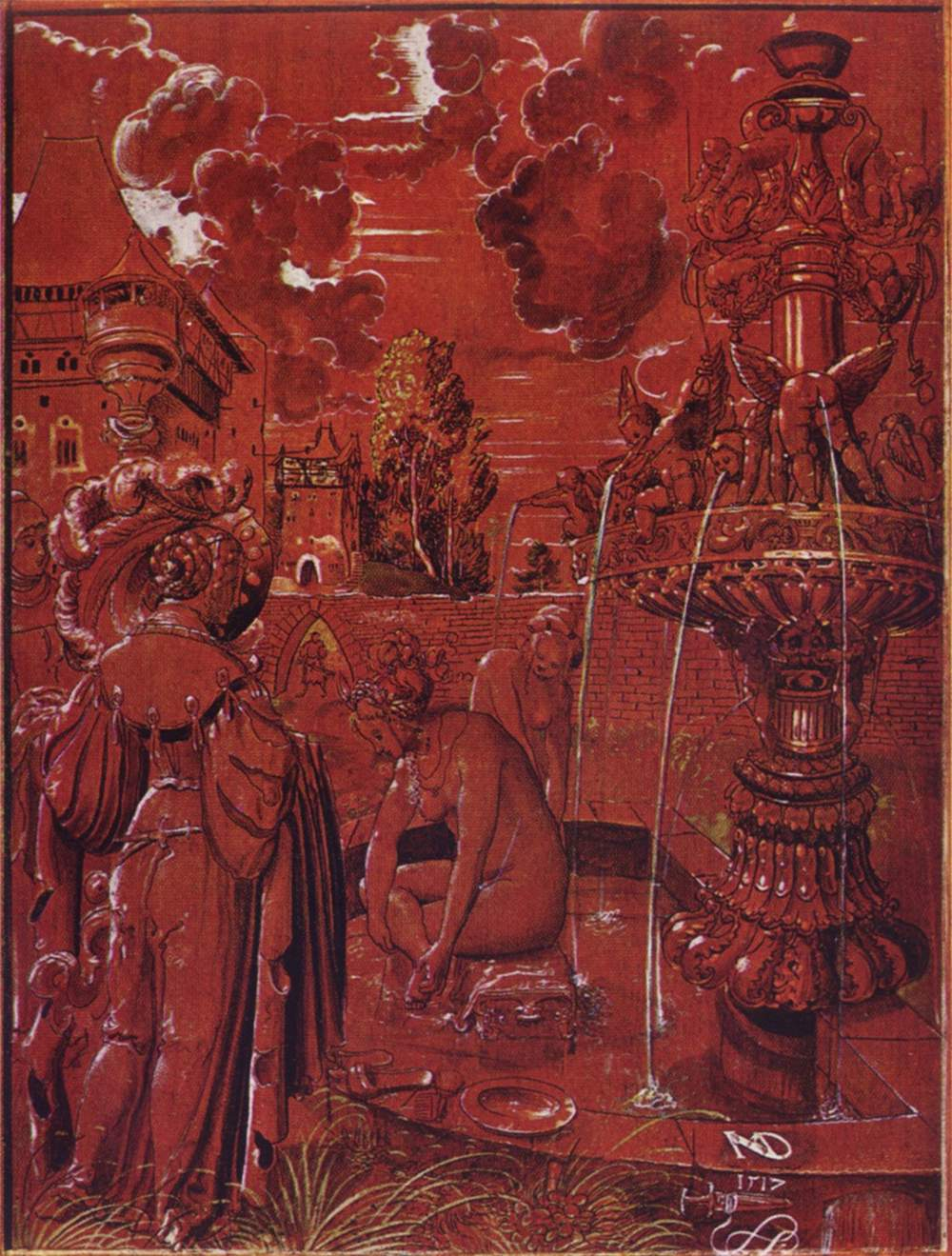
«Купание в фонтане», (1517)
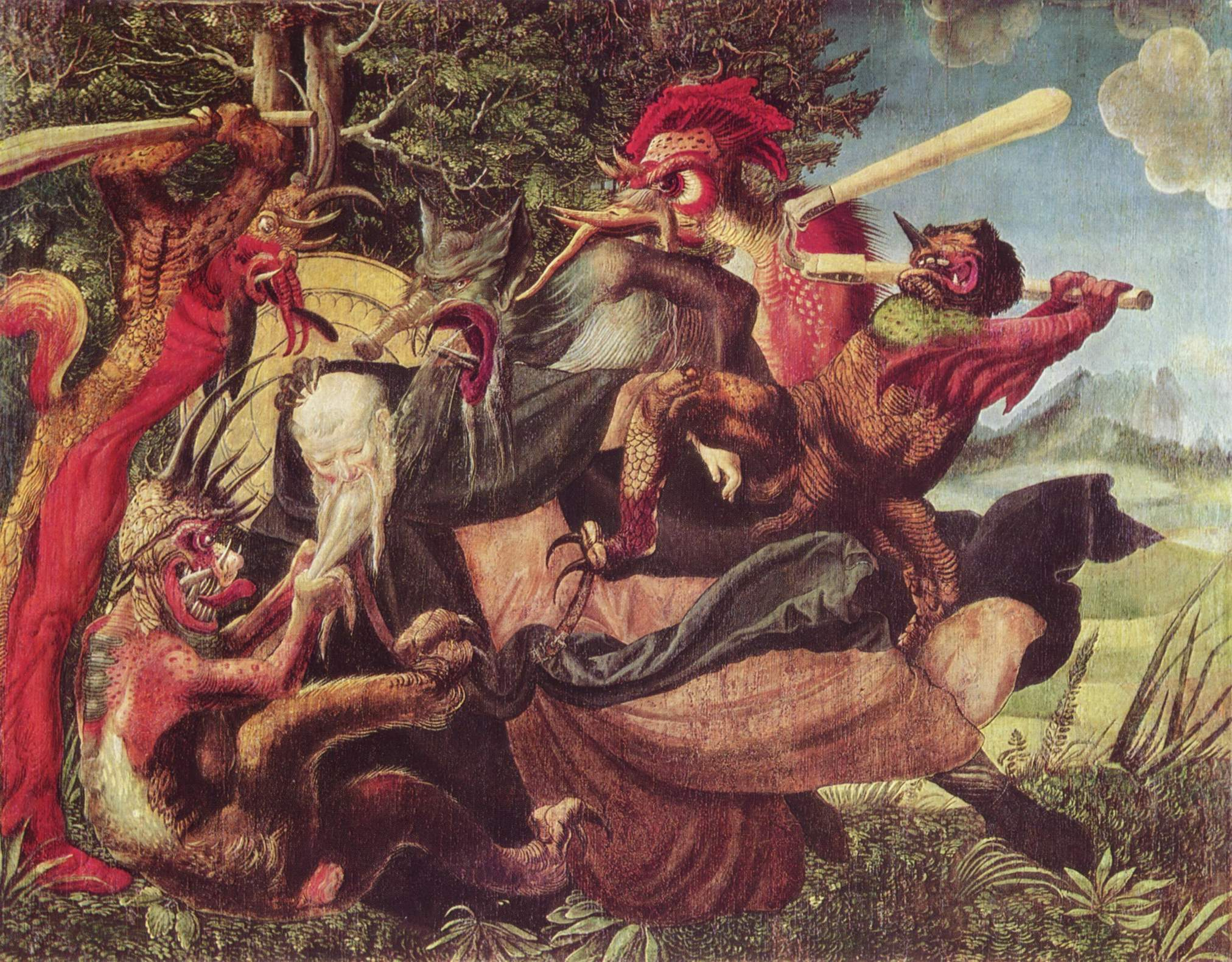
«Терзание святого Антония демонами», (ок. 1520)
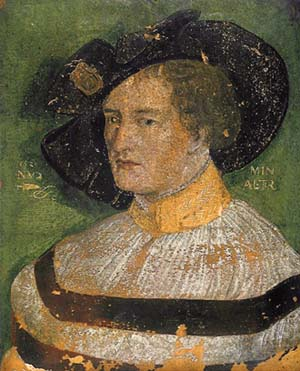
«Автопортрет» (на пергаменте), (1520)Художественный музей Берна.